# Ian Clarke
Ian Clarke, född 16 februari 1977, är en amerikansk datavetare som skapade Freenet år 2000. Han bor i Austin, Texas.